# Kamna

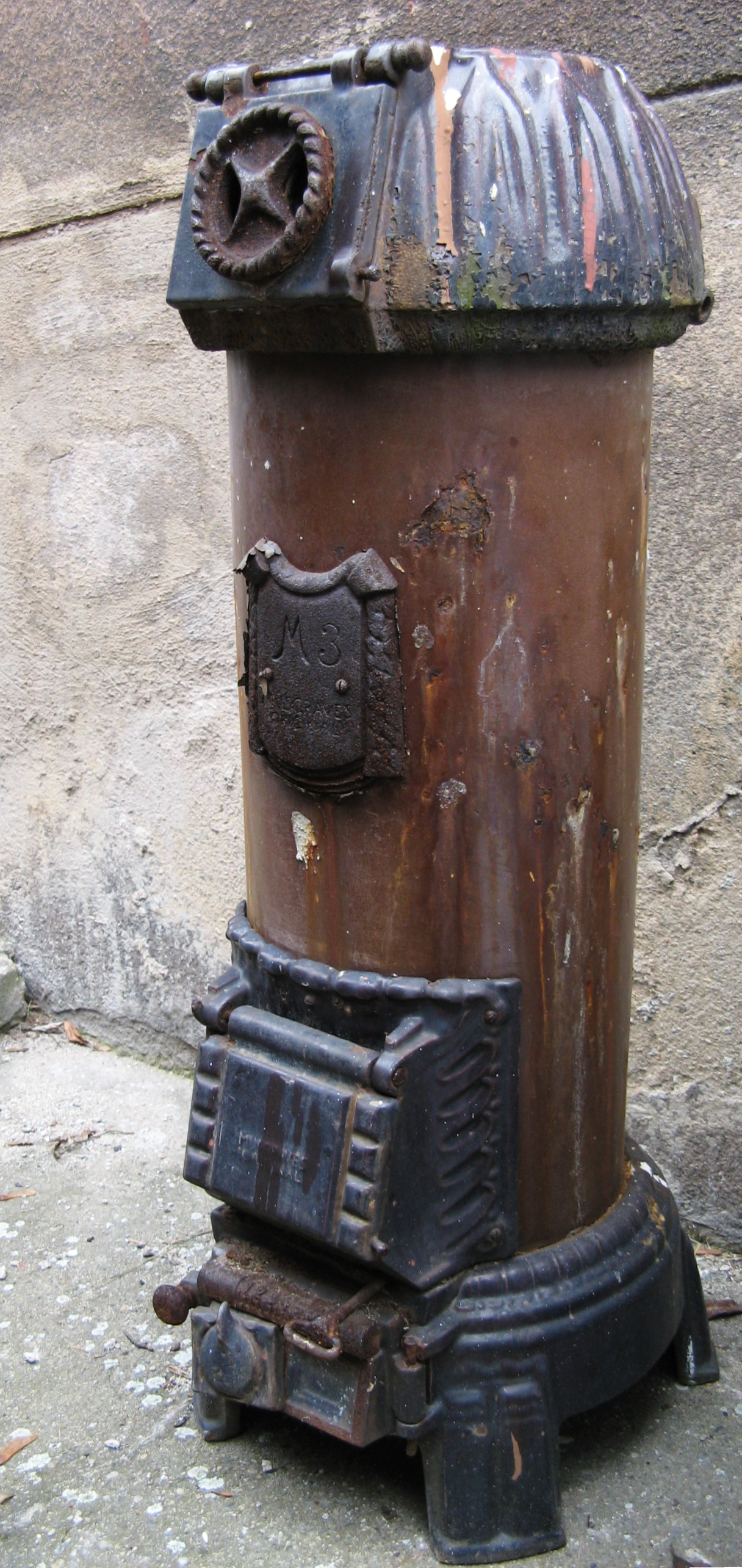
Kamna Musgraves

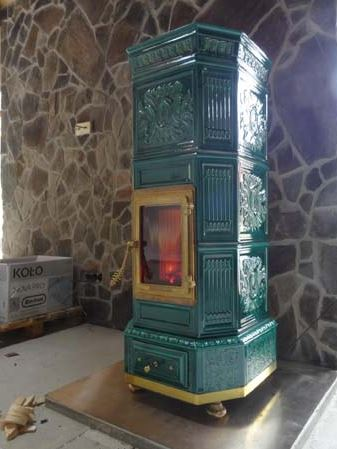
Moderní kamna

Kamna (buď od praslovanského slova *kamy "kámen", původně "kamenné ohniště" nebo z italského camino "krb") jsou tepelné zařízení, které se používá k vytápění nebo vaření. Jsou vyráběna z litiny, kamene nebo jiných nehořlavých materiálů. Teplo v kamnech vzniká spalováním paliva, tedy chemickým procesem jeho oxidace, kdy je uvolňována chemická energie vázaná v palivu. Kouř (spaliny) a další produkty hoření jsou odváděny do komína a odtud pak ven do ovzduší, nespalitelné zbytky paliva (popel) propadají do popelníku ve spodní části. Popelníková dvířka bývají opatřena nastavitelnou clonou k regulaci tahu. Jako palivo slouží nejčastěji dřevo nebo uhlí, popřípadě koks. Horní část kamen upravená k vaření se nazývá plotna. Plotna bývá nejčastěji součástí specializovaných kamen primárně určených pro přípravu jídel a pokrmů, taková kamna se pak nazývají sporák (sporáková kamna).

## Americká kamna

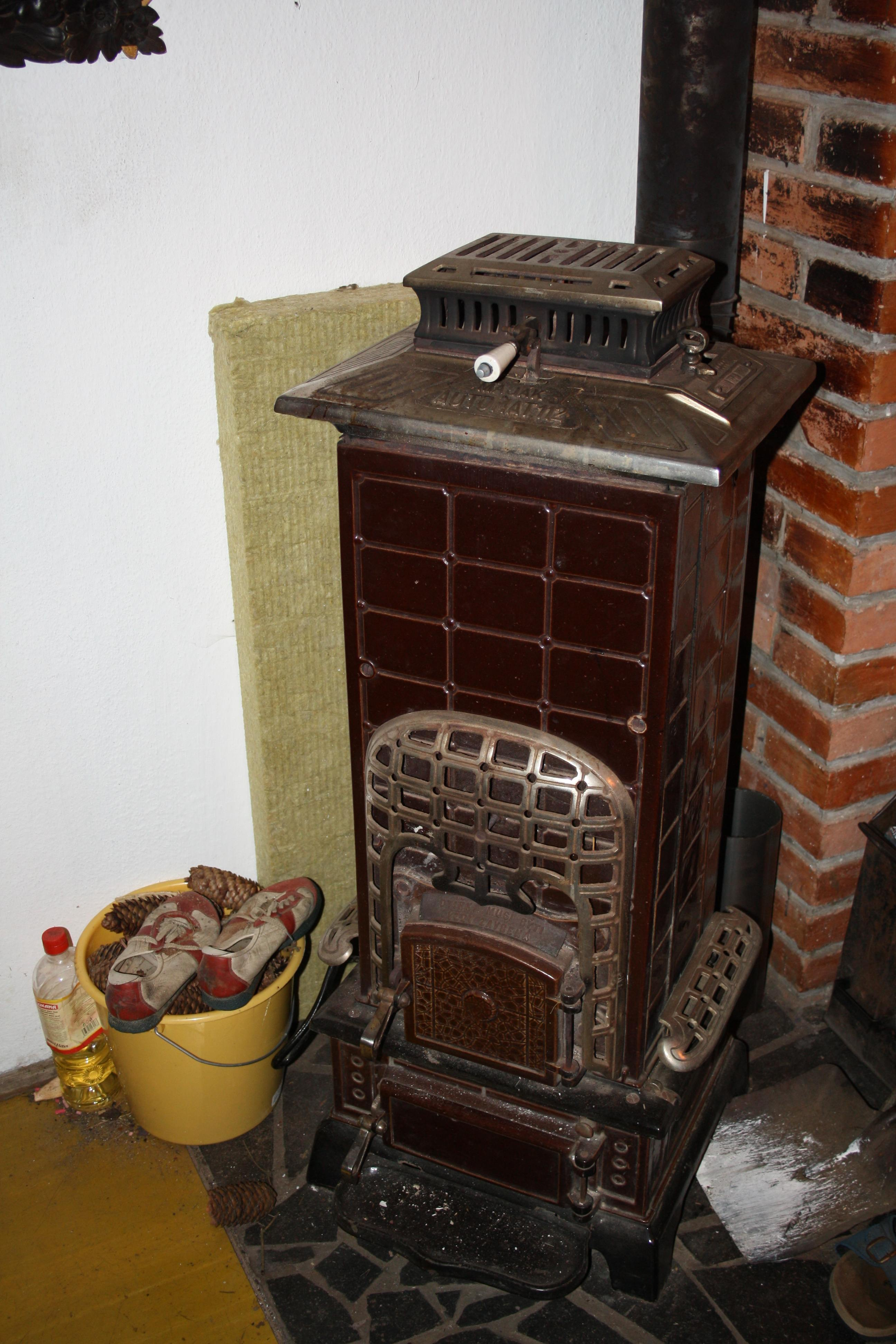
Americká Kamna Maják Automat 112

Americká kamna jsou kamna s mosaznými doplňky, ventilací a často mají vysokou cenu. Jsou konstruována na vytápění celého bytu.

## Krbová kamna
Krbová kamna jsou vyráběna z kovu, kamene nebo betonu. Používají se k vyhřívání místnosti. Krbová se označují proto, že mají prosklená dvířka, kterými je vidět plamen.

## Kanadská krbová kamna
Kanadská krbová kamna jsou typ krbových kamen využívající proces pyrolýzy. Hořlavý materiál, nejčastěji dřevo, se zplynováním přemění na hořlavé plyny, které následně také shoří.
Při tomto dvoustupňovém (sekundárním) spalování dochází k úspoře na hořlavém materiálu, vzniká jen malé množství popela a do ovzduší uniká minimum emisí. Účinnost při vytápění je oproti krbovým kamnům až o 88 % vyšší.  
Od klasických krbových kamen se kanadská liší i tím, že nemají rošt a doba topení na jedno přiložení je od 6 do 24 hodin.

## Etážové topení
Specializovaná kamna jsou také nezbytnou součástí etážového topení, kdy je ve specializovaných kamnech zahřívána voda, která je běžným systémem ústředního topení rozváděna do všech místností v bytě nebo v domě.

## Typy kamen
- Akumulační kamna
- Peletová kamna
- Plynová kamna
- Elektrická kamna
- Kachlová kamna
- Pilinová kamna

## Podle obchodních názvů
- Wawky
- Klubky (značka Club)
- Petry
- Kaborky
- Musgraves